# ウラジーミル・プチコフ
ウラジーミル・アンドレーエヴィチ・プチコフ（ロシア語: Влади́мир Андре́евич Пучко́в、ラテン文字転写の例：英語: Vladimir Andreyevich Puchkov, 1959年1月1日 - ）は、ロシアの政治家。ドミトリー・メドヴェージェフ内閣でロシア民間防衛問題・非常事態・自然災害復旧相を務めた。中将、技術学博士候補。

## 経歴・概要

### 学歴
1979年チュメニ高級軍事工学指揮学校（工兵士官学校に相当）を卒業する。
1988年クイビシェフ名称軍事工学アカデミーを修了する。
1991年「民間防衛の指揮とスタッフ」に関する資格を取得する。
2000年ロシア連邦大統領付属公務員アカデミーを修了する。

### 経歴
1979年から1983年まで、ソ連軍極東軍管区で工兵隊勤務。
1983年ペルミ州クングルの民間防衛本部にとして勤務した。1986年から1991年まで、クイビシェフ名称軍事工学アカデミーの聴講生から始まり、準大学院生を経て、正規の大学院生となり修了している。1991年から1994年まで民間防衛に関する講座の副担当や講師を務めた。1995年全ロシア民間防衛・非常事態科学研究所科学研究管理部長。1997年ロシア非常事態省人命・領域保護活動部次長。1999年同省民間防護部次長。2003年同部長。2004年同省局長。2006年北西地域センター長。2007年7月21日から2012年5月21日まで、国家書記、ロシア非常事態省次官を経て、2012年5月17日、非常事態相代行。同年5月21日、ドミートリー・メドヴェージェフ内閣の非常事態相に任命される。